# Senda Gharbi
Senda Gharbi, née le 29 janvier 1967, est une nageuse tunisienne. Elle préside actuellement la section de natation de l'Espérance sportive de Tunis.

## Biographie
Elle est attirée dès son enfance par la natation où Myriam Mizouni puis Faten Ghattas dominent la compétition au niveau national, arabe et africain. Mais, contrairement à ses deux ainées qui nagent dans la plupart des spécialités, elle s'oriente vers le crawl où elle veut atteindre un niveau mondial. Grâce à son talent et à sa détermination, elle atteint son objectif aux niveaux maghrébin, arabe et africain ; elle soutient aussi la concurrence au niveau méditerranéen mais elle déçoit aux Jeux olympiques d'été de 1988.
Pire encore, elle est accusée de dopage lors des Jeux africains de 1991 et voit sa carrière de nageuse définitivement brisée.
Elle est la mère de la nageuse Alya Gara.

## Palmarès

### Niveau national
- Plusieurs fois championne de Tunisie sur 50 mètres nage libre, 100 mètres nage libre, 200 mètres nage libre et 400 mètres nage libre de 1985 à 1991

### Niveau arabe
- Jeux panarabes de 1985 : deux médailles d'or, deux médailles d'argent et une médaille de bronze

### Niveau africain
- Championnats d'Afrique de natation de 1990 : six médailles d'or et une médaille de bronze
- Jeux africains de 1987 : six médailles d'or et une médaille de bronze
- Jeux africains de 1991 : cinq médailles d'or en 100, 200, 400 mètres nage libre et 4 x 100 mètres nage libre et 4 x 100 mètres 4 nages par équipes

### Niveau méditerranéen
- Jeux méditerranéens de 1987 : une médaille d'argent sur 100 mètres nage libre[2]
- Jeux méditerranéens de 1991 : une médaille d'or sur 100 mètres nage libre et une médaille de bronze sur 50 mètres nage libre[3]

## Jeux olympiques
Participation aux Jeux olympiques d'été de 1988 avec les résultats suivants :
- 29e sur 50 mètres nage libre avec 27 s 34
- 33e sur 100 mètres nage libre avec 58 s 51
- 30e sur 200 mètres nage libre avec 2 min 06 s 60
- 30e sur 400 mètres nage libre avec 4 min 34 s 67

## Distinctions
- Lauréate des insignes du mérite sportif de la République tunisienne en 1991
- Deux fois lauréate du référendum du meilleur sportif tunisien en 1986 et 1990
- Détentrice des records de Tunisie en petit bassin du 50 mètres nage libre et du 100 mètres nage libre établis le 27 décembre 1987[4]
- Première arabe et africaine à descendre sous la minute aux championnats du monde de natation 1986 avec 58 s 21